# Vidai
Vidai é uma comuna francesa na região administrativa da Normandia, no departamento Orne. Estende-se por uma área de 1,54 km². Em 2010 a comuna tinha 97 habitantes (densidade: 63 hab./km²).